# Serafino (fumetto)
Serafino è un personaggio immaginario dei fumetti creato nel 1948 da Egidio Gherlizza per le Edizioni Alpe. Ha affiancato altri popolari personaggi dei fumetti degli anni 1950 dello stesso editore come Cucciolo e Tiramolla.

## Caratteristiche del personaggio
È un cane antropomorfo ispirato alla figura di Charlot di Charlie Chaplin con il quale condivide la misera condizione di vagabondo affamato, con abiti rattoppati e un cappello a cilindro consumato e sempre alla ricerca di cibo. Inizialmente era un canguro ma nel 1952 assunse, assieme a caratteristiche più umane, le sembianze di un cane. Pasticcione e imbranato, mosso da buona volontà ma capace di finire sempre in un mare di guai e in buffe avventure. Il personaggio era raffigurato come un umano, indossante un rattoppato pantalone nero con bretelle sopra un maglione rosso e con in testa un vistoso quanto sbrindellato cappello a cilindro, talvolta di colore giallo e talvolta di colore azzurro, calza un paio di scarpe gialle alte alla caviglia e indossa un paio di guanti bianchi.

## Storia editoriale
Il personaggio ha esordito sul periodico Le Gaie Fantasie edito dalle Edizioni Alpe per poi passare sulla testata dedicata a Cucciolo e Beppe nel 1952 e nel 1964 l'editore gli dedica una testata autonoma della quale vengono pubblicati sei numeri fino al 1969 che ripresenta a volte anche materiale non inedito. Negli anni settanta è stato riproposto in un'altra testata omonima della quale vengono pubblicati trenta numeri divisi in quattro serie editi fra il 1973 e il 1980 e che ripresentava una selezione delle storie già pubblicate.